# Паганија Валонекупо (Козенца)
Паганија Валонекупо је насеље у Италији у округу Козенца, региону Калабрија.
Према процени из 2011. у насељу је живело 117 становника. Насеље се налази на надморској висини од 634 м.